# 정전법

정전법(井田法)은 중국 최초의 토지 제도로, 주나라 때에 실시되었다고 전한다. 정방형의 토지를 우물 정(井)자형(1정=900무)으로 9등분하여 8가구가 제각기 사전(私田)으로 경작하고, 중앙의 토지 100무는 공전(公田)으로 경작하여 그 수확물은 모두 세금으로 나라에 바치는 제도였다. 왕망 때 실시한 왕전제(王田制)나 북위 이후 당대까지의 균전제도 정전법의 이상을 지니고 있다. 맹자는 이 100무의 경지 외에 5무의 택지(宅地)를 백성에게 보장하여 항산(恒産)을 가지게 함으로써 항심(恒心)이 생기게 하려 했다.

## 같이 보기
- 계획 경제
- 정도전

## 참고 자료
- 이 문서에는 다음커뮤니케이션(현 카카오)에서 GFDL 또는 CC-SA 라이선스로 배포한 글로벌 세계대백과사전의 내용을 기초로 작성된 글이 포함되어 있습니다.